# Всеукраїнський конкурс студентських наукових робіт з галузей знань і спеціальностей
Всеукраїнський конкурс студентських наукових робіт з галузей знань і спеціальностей (до 2017 р. — Всеукраїнський конкурс студентських наукових робіт з природничих, технічних та гуманітарних наук) — щорічний загальнонаціональний конкурс, що проводиться з метою підготовки фахівців нової генерації європейського рівня, формування у них знань і умінь дослідницької діяльності, для яких установлення на професійну майстерність є пріоритетною стратегією їх життєдіяльності.

## Мета та завдання конкурсу
Згідно з Положенням, метою є «створення умов для розвитку інтелектуального потенціалу талановитої молоді, підтримки наукової та творчої роботи студентів (курсантів), стимулювання їх інтересу до дослідницької роботи, оволодіння ними інноваційними технологіями».
Основними завданнями конкурсу є:
1. виявлення та розвиток обдарованих студентів, сприяння реалізації їх здібностей
2. стимулювання творчого самовдосконалення студентської молоді
3. популяризація досягнень науки, техніки та інноваційних технологій
4. залучення провідних вчених, наукових, науково-педагогічних працівників до активної роботи з обдарованою студентською молоддю
5. формування команд для участі в міжнародних олімпіадах, конкурсах, турнірах

## Учасники конкурсу
У Конкурсі можуть брати участь студенти (курсанти), які здобувають вищу освіту за освітнім ступенем бакалавра, магістра (далі — студенти) у закладах вищої освіти України, у тому числі іноземці та особи без громадянства, що навчаються у цих закладах, студенти закладів вищої освіти інших країн.
У 2015 році Конкурс відбувався з 92 галузей наук. У другому турі цього заходу, організованому на базі 77 закладів вищої освіти, взяло участь 7065 студентів із 249 закладів. У 2019 році другий тур ВКНРС проводився зі 130 галузей знань, спеціальностей (спеціалізацій) на базі 98 закладів вищої освіти. До галузевих конкурсних комісій було подано роботи від 10 106 авторів із 246 закладів вищої освіти. На підсумкових науково-практичних конференціях виступило 3512 студентів, з них 2325 студентів нагороджено дипломами І–ІІІ ступеня.

## Вимоги до наукових робіт
1. На Конкурс подаються самостійно підготовлені наукові роботи студентів з галузей знань, спеціальностей (спеціалізацій). Наукові роботи повинні бути пошуковими за своїм характером, не мати нагород НАН України та органів державної влади, інших конкурсів.
2. Одна наукова робота може мати не більше двох авторів за наявності у них спільних з теми наукової роботи матеріалів та одного наукового керівника. Якщо авторами наукової роботи є студенти з різних вищих навчальних закладів, можуть бути два наукові керівники з різних вищих навчальних закладів.
3. Наукові роботи студентів, які є тематичним продовженням робіт, поданих на Конкурс у попередні роки, розглядаються за умови наявності в них не більше 25% наукового матеріалу з попередньої роботи.
4. Наукові роботи оформлюються відповідно до таких вимог:
текст друкується шрифтом Times New Roman, міжрядковий інтервал 1.5, кегль 14, аркуш формату А4, поля: ліве - 30 мм, праве - 10 мм, верхнє і нижнє - по 20 мм;
наукова робота повинна мати титульну сторінку (на ній зазначаються тільки шифр та назва роботи), зміст, вступ, розділи, висновки, список використаної літератури та анотацію, у якій зазначено актуальність, мету, завдання, використану методику дослідження та загальну характеристику роботи;
наукова робота обов’язково має містити посилання на джерела інформації у разі використання ідей, тверджень, відомостей, отриманих іншими особами;
загальний обсяг роботи не повинен перевищувати 30 сторінок без урахування додатків та переліку літературних джерел;
креслення та ілюстрації, що додаються до роботи, повинні бути скомпоновані на аркуші формату А3 або А4.
Наукові роботи подаються в друкованому вигляді та на електронних носіях.
5. Наукові роботи виконуються українською мовою.
За погодженням з Організаційним комітетом може проводитись Конкурс з галузей знань, спеціальностей (спеціалізацій) іноземними мовами. На такий Конкурс наукові роботи подаються відповідними мовами.
6. У наукових роботах, що подаються на Конкурс, у тому числі в копіях патентів, наукових статей тощо, прізвища, ініціали автора (авторів) та наукового керівника, найменування вищого навчального закладу замінюються шифром (шифр - не більше двох слів).
Окремо під тим самим шифром подаються відомості про автора (авторів) та наукового керівника наукової роботи (додаток 1).
7. Наукові роботи, подані на Конкурс з порушенням вимог цього розділу, до участі у Конкурсі не допускаються та за рішенням конкурсних комісій (галузевих конкурсних комісій) знімаються з розгляду.

## Проведення Конкурсу
4. Засновником Конкурсу є Міністерство освіти і науки України (далі - МОН).
5. Організаційно-методичне забезпечення Конкурсу здійснює державна наукова установа "Інститут модернізації змісту освіти" (далі - ІМЗО).
6. Контроль за організацією, проведенням та дотриманням вимог цього Положення здійснює Організаційний комітет.
7. Конкурс оголошується наказом МОН, в якому, зокрема, зазначаються: склад Організаційного комітету, строки проведення Конкурсу. Перелік галузей знань, спеціальностей (спеціалізацій), з яких проводиться Конкурс, вищі навчальні заклади, в яких буде проходити ІІ тур Конкурсу (далі - базові вищі навчальні заклади), затверджуються наказом МОН строком на три роки.
8. Якщо базові вищі навчальні заклади проводили Конкурс з порушенням вимог цього Положення, Організаційний комітет може змінити такі базові вищі навчальні заклади до закінчення трирічного строку проведення.
1. Конкурс проводиться у два тури:
І тур - у вищих навчальних закладах;
ІІ тур - у базових вищих навчальних закладах.
ІІ тур Конкурсу проводиться у два етапи:
перший етап - рецензування робіт;
другий етап - проведення підсумкової науково-практичної конференції.
2. Для організації та проведення І туру Конкурсу у вищому навчальному закладі за наказом керівника створюється конкурсна комісія, на розгляд якої студенти подають свої наукові роботи.
3. Конкурсна комісія з проведення І туру Конкурсу відбирає не більше трьох наукових робіт з кожної галузі знань, спеціальності (спеціалізації) та надсилає їх до базових вищих навчальних закладів у строк, визначений наказом МОН.
Не можна подавати одну й ту саму наукову роботу до різних базових вищих навчальних закладів.
4. Для організації та проведення ІІ туру Конкурсу у базовому вищому навчальному закладі створюється галузева конкурсна комісія, персональний склад якої затверджується наказом керівника базового вищого навчального закладу.
До складу галузевої конкурсної комісії входять наукові, науково-педагогічні працівники базового вищого навчального закладу, представники інших вищих навчальних закладів, наукових установ, підприємств, громадських організацій тощо (за згодою). Кількість представників базового вищого навчального закладу у складі галузевої конкурсної комісії не може перевищувати 50% від затвердженого її складу.
Головою галузевої конкурсної комісії призначається керівник, заступник керівника базового вищого навчального закладу.
5. Протягом першого етапу ІІ туру Конкурсу галузева конкурсна комісія розглядає подані наукові роботи та здійснює їх рецензування (додаток 2). Одна робота рецензується двома рецензентами.
Наукові роботи не подаються на рецензування до вищих навчальних закладів, у яких навчаються їх автори.
Максимальна кількість балів кожної рецензії становить 100 балів. Галузеві конкурсні комісії мають право вносити додаткові критерії оцінки рукопису наукової роботи, що враховують специфіку даної галузі знань, спеціальності, спеціалізації (20 балів). У цьому випадку максимальна сума балів буде 120.

### Загальні характеристики та критерії оцінки рукопису наукової роботи
| № | Характеристика й/або критерій оцінки                                                              | Максимальний бал за критерій |
| - | ------------------------------------------------------------------------------------------------- | ---------------------------- |
| 1 | Актуальність проблеми                                                                             | 10                           |
| 2 | Новизна та оригінальність ідей                                                                    | 15                           |
| 3 | Використані методи дослідження                                                                    | 15                           |
| 4 | Теоретичні наукові результати                                                                     | 10                           |
| 5 | Практична направленість результатів (документальне підтвердження впровадження результатів роботи) | 20                           |
| 6 | Рівень використання наукової літератури та інших джерел інформації                                | 5                            |
| 7 | Ступінь самостійності роботи                                                                      | 10                           |
| 8 | Якість оформлення                                                                                 | 5                            |
| 9 | Наукові публікації                                                                                | 10                           |

6. За результатами рецензування формується рейтинговий список наукових робіт (далі - рейтинговий список), який оприлюднюється.
7. Якщо під час рецензування наукової роботи буде виявлено ознаки академічного плагіату, галузева конкурсна комісія окремо розглядає це питання і своїм рішенням:
підтверджує факт академічного плагіату та знімає відповідну наукову роботу з Конкурсу з повідомленням учасника та конкурсної комісії відповідного вищого навчального закладу про цей факт;
не підтверджує факт академічного плагіату і допускає відповідну наукову роботу до подальшої участі у Конкурсі.
8. Галузева конкурсна комісія на своєму засіданні (за наявності не менше 2/3 її складу) на підставі рецензій приймає рішення щодо визначення наукових робіт, автори яких запрошуються на підсумкову науково-практичну конференцію. Рішення галузевої конкурсної комісії приймається більшістю від її затвердженого складу. За рівної кількості голосів членів галузевої конкурсної комісії голос голови є вирішальним.
9. Авторам відповідних наукових робіт галузева конкурсна комісія надсилає запрошення (у тому числі на електронну пошту автора) для участі у підсумковій науково-практичній конференції (не пізніше ніж за два тижні до дати її проведення) для наукової доповіді та захисту роботи.
Якщо претендент на нагородження не має можливості приїхати для участі у підсумковій науково-практичній конференції, допускається його участь з використанням телекомунікаційних засобів у режимі відеоконференції.
За рішенням галузевої конкурсної комісії підсумкова науково-практична конференція також може бути проведена у режимі відеоконференції.
10. Інформація про дату проведення підсумкової науково-практичної конференції, списки запрошених для участі у конференції та їх наукові роботи, рецензії на всі наукові роботи, подані на Конкурс (без даних про рецензента), рейтинговий список не пізніше ніж за два тижні до проведення підсумкової науково-практичної конференції висвітлюються на вебсайті базового вищого навчального закладу.
11. Галузеві конкурсні комісії ведуть реєстр студентських наукових робіт з метою виключення можливості повторного подання їх на Конкурс.
12. Документація з проведення ІІ туру Конкурсу зберігається у базових вищих навчальних закладах протягом трьох років.

## Подання та розгляд апеляцій
1. Для забезпечення об’єктивного проведення ІІ туру Конкурсу у базовому вищому навчальному закладі створюється апеляційна комісія, чисельність і склад якої затверджуються наказом керівника базового вищого навчального закладу.
2. Членами апеляційної комісії призначаються представники МОН, базового вищого навчального закладу, інших вищих навчальних закладів та наукових установ (за згодою). Кількість представників базового вищого навчального закладу в апеляційній комісії не повинна перевищувати 1/3 її складу.
3. Учасники Конкурсу можуть протягом п’яти календарних днів після оприлюднення рейтингового списку подати заяву в письмовій формі апеляційній комісії щодо необ’єктивної оцінки їх наукової роботи.
4. Апеляційна комісія протягом трьох робочих днів з дня надходження заяви ухвалює рішення, що фіксується у протоколі засідання апеляційної комісії Конкурсу (додаток 3), та надає його заявнику.
5. Забороняється втручання наукових керівників, батьків учасників та інших осіб у процедуру проведення Конкурсу та розгляду апеляцій.

## Визначення та нагородження переможців Конкурсу
1. Після проведення підсумкової науково-практичної конференції галузева конкурсна комісія підбиває підсумки ІІ туру Конкурсу та приймає рішення про визначення переможців Конкурсу, загальна кількість яких не може перевищувати 25 % від загальної кількості авторів наукових робіт, та нагородження їх дипломами: І ступеня - до 20%, ІІ ступеня - до 30%, ІІІ ступеня -до 50%.
Автор наукової роботи, який не брав участі у підсумковій науково-практичній конференції, не може бути переможцем.
2. Наукові роботи переможців Конкурсу оприлюднюються на вебсайті базового вищого навчального закладу.
3. Галузеві конкурсні комісії надсилають до ІМЗО звіти про проведення ІІ туру Конкурсу, у тому числі наказ про затвердження конкурсної і апеляційної комісій базового вищого навчального закладу, протокол засідання галузевої конкурсної комісії (додаток 4), статистичну довідку (додаток 5) та копії протоколів рішень апеляційної комісії (за наявності).
У разі надходження до ІМЗО рішень зі списками переможців Конкурсу, загальна кількість яких перевищує 25% за відповідною галуззю знань, спеціальністю (спеціалізацією), ІМЗО повертає ці рішення відповідним галузевим конкурсним комісіям для приведення списку переможців у відповідність до пункту 1 цього розділу. При невиконанні вимог цього пункту Конкурс за відповідною галуззю знань, спеціальністю (спеціалізацією) вважається таким, що не відбувся.
4. Дипломи переможців Конкурсу видають базові вищі навчальні заклади та підписують голови відповідних галузевих конкурсних комісій.
У разі втрати диплом не поновлюється.
5. Наукові керівники студентських робіт, нагороджених дипломами І-ІІІ ступенів, відзначаються подяками галузевої конкурсної комісії.
6. Галузеві конкурсні комісії для заохочення студентів можуть видавати їм сертифікати учасників Конкурсу та відзнаки в окремих номінаціях.
7. Вищі навчальні заклади можуть здійснювати заходи щодо відзначення студентів - переможців Конкурсу та їх наукових керівників.
8. Перелік переможців, відзначених дипломами І-ІІІ ступенів, затверджується наказом МОН.